# Enicostema axillare
Enicostema axillare är en gentianaväxtart som först beskrevs av Jean-Baptiste de Lamarck, och fick sitt nu gällande namn av A. Raynal. Enicostema axillare ingår i släktet Enicostema och familjen gentianaväxter.

## Underarter
Arten delas in i följande underarter:
- E. a. axillare
- E. a. latilobum